# José García Pizarro
José García Pizarro  (Madrid, noviembre de 1934-Majadahonda, 24 de julio de 2024) fue un dibujante de cómic español.

## Biografía
José García Pizarro realizó varias series con el guionista M. González Casquel para la revista Chicos durante los años cincuenta y en Chío durante los sesenta. En los setenta publicó en revistas juveniles de breve vida como Gaceta Junior y Trinca y siguió abundando en suplementos como El Cuco, Gente Menuda y Piñón. A partir de los ochenta se dedicó a la ilustración, aunque dibujó dos adaptaciones de novelas para la colección Joyas Literarias Juveniles de Bruguera.

## Obra
| Años | Título                          | Guionista                           | Tipo            | Publicación                                   |
| ---- | ------------------------------- | ----------------------------------- | --------------- | --------------------------------------------- |
| 1951 | Aventuras del FBI               |                                     | Serial          | Rollán                                        |
| 1953 | Cuadernos Ilustrados de Sucesos |                                     | Serial          | Gráficas Espejo                               |
| 1954 | Carlos Espejo                   | M. González Casquel                 | Serie           | Chicos                                        |
| 1954 | Sportman I                      | M. González Casquel                 | Serie           | Chicos                                        |
| 1955 | La Isla de la Bruma             | M. González Casquel                 | Serie           | Chicos                                        |
| 1961 | Drake & Drake                   |                                     | Serie           | Ibergraf                                      |
| 1962 | Brigada Secreta                 |                                     | Serial          | Toray                                         |
| 1965 | Los Gemelos                     | José Antonio Rodríguez Heredero     | Serial          | Dólar                                         |
| 1966 | Profesor Hildegard              | M. González Casquel                 | Serie           | Chío                                          |
| 1966 | Espionaje                       |                                     | Serial          | Toray                                         |
| 1967 | Los Hombres del Volante         | P. Deslen                           | Serie           | Chío                                          |
| 1967 | Sportman II                     | M. González Casquel                 | Serie           | Chío                                          |
| 1970 | Las andanzas de Lita y Alicia   | Sesén                               | Serie           | Gaceta Junior                                 |
| 1970 | La Pandilla Trinca              |                                     | Serie colectiva | Trinca                                        |
| 1970 | Slap                            | Antonio A. Arias                    | Serie           | El Cuco; Pueblo (1971)                        |
| 1971 | Rosa, la Revoltosa              | Joaquín Luqui Felipe Hernández Cava | Serie           | El Cuco                                       |
| 1971 | Johnny sobre ruedas             | Joaquín Luqui                       | Serie           | El Cuco                                       |
| 1976 | Pipa y Pilonga                  |                                     | Serie           | Gente Menuda                                  |
| 1977 | Klaxon                          | José Luis Saura                     | Serie           | Piñón                                         |
| 1982 | La llamada de la selva          | Pascual Fernández                   | Monografía      | Bruguera: Joyas Literarias Juveniles núm. 246 |
| 1982 | El Mundo Perdido                | Juan Manuel González Cremona        | Monografía      | Bruguera: Joyas Literarias Juveniles núm. 257 |